# Testudo graeca
La testuggine greca o tartaruga moresca (Testudo graeca Linnaeus, 1758) è un rettile appartenente all'ordine delle testuggini.

## Areale della specie

Areale della Testudo graeca

Specie paleartica occidentale, in Europa è presente in: Italia, Grecia orientale, Spagna, Turchia europea, in alcune isole del Mar Mediterraneo e lungo le coste bulgare e romene del Mar Nero.
In Asia è molto comune in Turchia (unico paese in cui è facilmente incontrabile e non a rischio), Asia Minore, Iran, fino ai confini del Pakistan.
Nel Nordafrica è diffusa in Marocco, Algeria, Tunisia e Libia.

## Presenza in Italia
In Italia questa specie è stata introdotta in epoca storica. La sottospecie più diffusa è la Testudo graeca ibera (da Iberia un'antica regione dell'Asia anteriore, l'attuale Imerezia), anche se le continue immissioni ed incroci con esemplari di svariate sottospecie rende quasi sempre impossibile una corretta classificazione. La presenza in: Toscana, Lazio, in Liguria, Puglia, Sardegna e Sicilia sovente è riferibile a esemplari fuggiti dalla cattività. Colonie allo stato selvatico sono presenti a Pantelleria e in Sardegna. Gli esemplari sardi hanno caratteristiche intermedie tra la T. graeca graeca e la T. graeca nabeulensis della Tunisia.

## Tassonomia

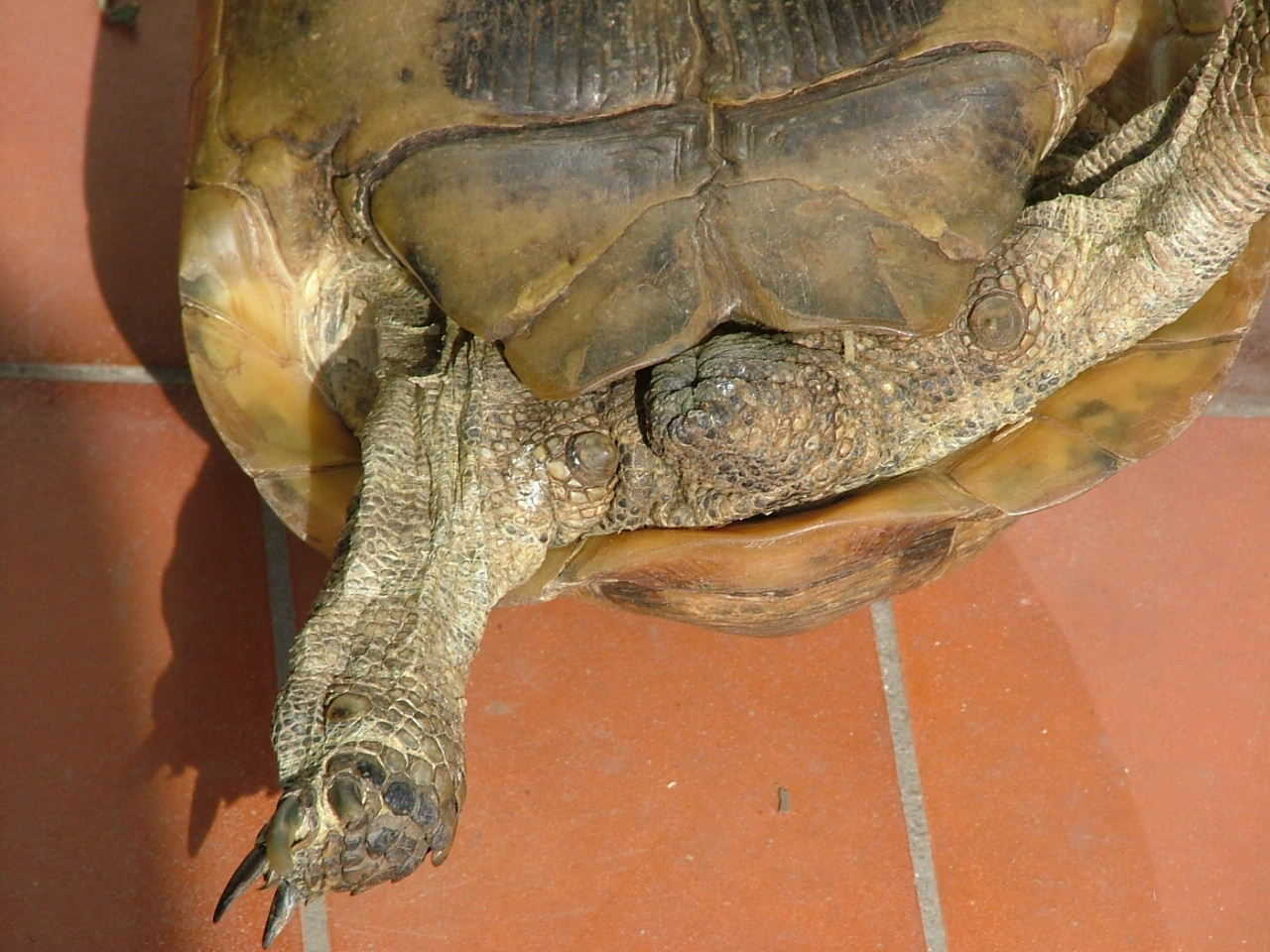
Tubercoli cornei

### Morfologia
Morfologicamente facilmente confondibile con l'assai simile T. hermanni, la T. graeca è riconoscibile per la presenza di tubercoli cornei ai lati delle cosce, generalmente assenti nelle altre Testudo. Inoltre all'apice della coda essa è priva, o è presente solo in qualche raro esemplare, dell'astuccio corneo che caratterizza la T. hermanni . Altro elemento che la differenzia è un unico scuto sopracaudale (doppio nella T. hermanni), anche se sono documentati numerosi esemplari con la scaglia bipartita. Tra le varie sottospecie, ma anche tra gli esemplari appartenenti a una stessa sottospecie, si riscontra un'ampia gamma di variazione delle dimensioni e della livrea del carapace che rendono spesso difficile un'identificazione certa della sottospecie. Nella T. graeca ibera, la sottospecie più diffusa in Italia, le dimensioni medie degli adulti sono di: 25 cm nelle femmine e di 16 cm nei maschi; anche se in Europa orientale sono stati osservati esemplari di 35 cm di lunghezza, dal peso di 5 kg (Beshkov 1997). È documentata in Italia una femmina, di circa 20 anni e allevata in cattività, dal peso di 6 kg. Mediamente nella T. graeca nabeulensis della Sardegna, le femmine raggiungono i 18 cm e i maschi i 15 cm.

### Sottospecie
Sono proposte svariate sottospecie:

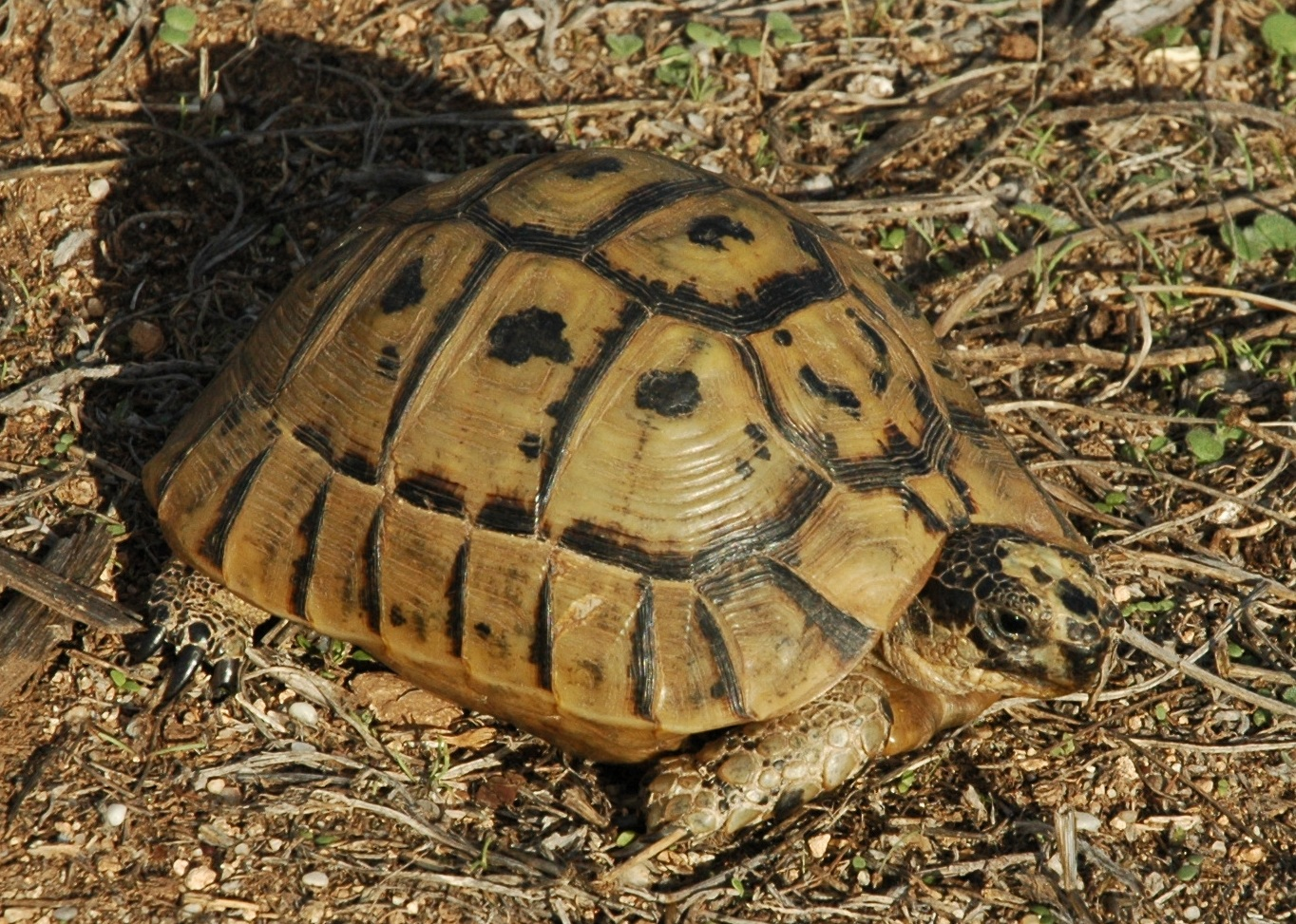
T. graeca della Sardegna

- Testudo graeca ssp. anamurensis (Weissinger, 1987), Turchia
- Testudo graeca ssp. antakyensis (Perälä, 1996), Turchia
- Testudo graeca ssp. armeniaca (Chkhikvadze & Bakradze, 1991), Armenia
- Testudo graeca ssp. cyrenicae (Pieh & Perälä, 2002), Libia
- Testudo graeca ssp. flavominimaralis (Highfield & Martin, 1989), Libia
- Testudo graeca ssp. graeca (Linnaeus, 1758), Nord Africa, Spagna meridionale, Sardegna (introdotta)
- Testudo graeca ssp. ibera (Pallas, 1814) sin.Testudo graeca ssp. buxtoni[3] (Boulenger, 1920), Bulgaria, Grecia, Macedonia del Nord, Romania, Turchia, Italia (introdotta)
- Testudo graeca ssp. lamberti (Pieh & Perälä, 2004), Marocco
- Testudo graeca ssp. marokkensis (Pieh & Perälä, 2004), Marocco
- Testudo graeca ssp. nabeulensis sin. Furculachelys nabeulensis (Highfield, 1990), Tunisia, Libia, Sardegna (introdotta)[4]
- Testudo graeca ssp. nikolskii (Chkhikvadze & Tunijev, 1986), Caucaso
- Testudo graeca ssp. pallasi (Chkhikvadze & Bakradze, 2002), Dagestan
- Testudo graeca ssp. perses (Perälä, 2002), Zagros
- Testudo graeca ssp. soussensis, (Pieh, 2000), Marocco
- Testudo graeca ssp. terrestris (Forskål, 1775), sin. Testudo graeca ssp.floweri [5] (Bodenheimer, 1935), Israele, Libano, Siria, Turchia
- Testudo graeca ssp. whitei (Bennett, 1836), Algeria sin. Furculachelys whitei (Highfield & Martín, 1989)
- Testudo graeca ssp. zarudnyi (Nikolski, 1896), Birjand (Iran)

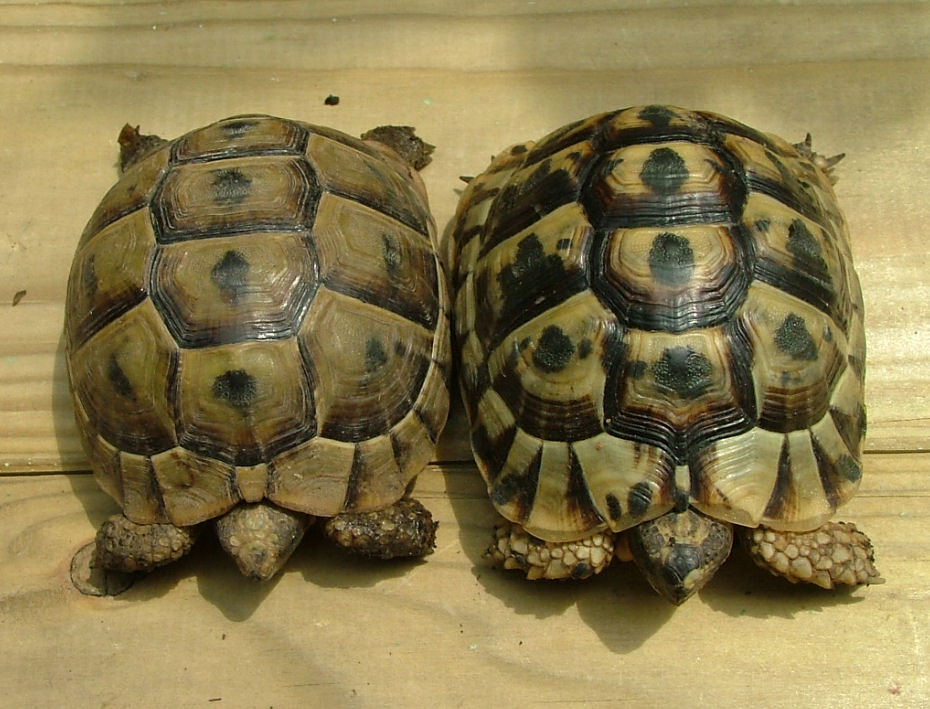
Giovani esemplari di T.g.ibera (Turchia, sinistra) e T.g.graeca (Nord Tunisia, destra)

### Revisione delle sottospecie
Attualmente, in seguito all'evoluzione degli studi di comparazione genetica, è in atto un profondo processo di revisione della classificazione delle varie sottospecie.

## Dimorfismo sessuale

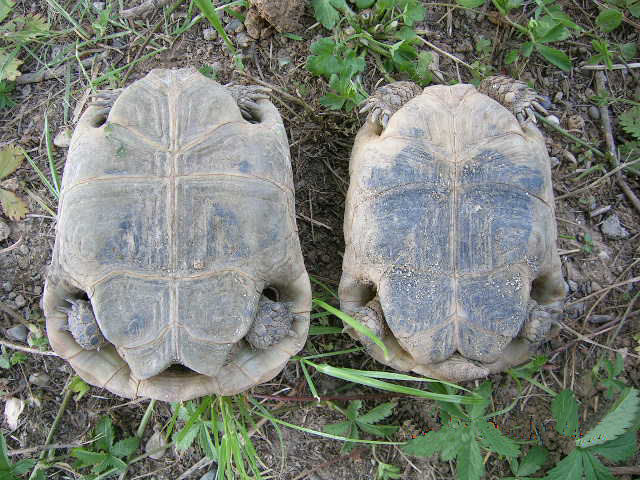
Dimorfismo sessuale, femmina (sinistra) maschio (destra)

Il riconoscimento del sesso avviene attraverso l'individuazione dei caratteri sessuali secondari.
I maschi possiedono una coda lunga, robusta e grossa alla base. La femmina ha coda piccola e corta. La distanza dell'apertura cloacale dalla base della coda è maggiore nel maschio. I maschi adulti presentano una concavità nel piastrone per facilitare la monta sul carapace della femmina, il piastrone delle femmine e degli esemplari giovani e subadulti è piatto; l'angolo formato dagli scuti anali del piastrone è molto maggiore nel maschio; l'altezza degli stessi scuti è però maggiore nella femmina. Lo scuto sopracaudale del maschio è curvo verso il basso, nella femmina è allineato con il resto del carapace.

## Sensi
Le testuggini hanno una vista eccellente: sanno distinguere forme, colori e riconoscono anche persone. Hanno un senso dell'orientamento molto preciso: se vengono spostate qualche centinaio di metri dal territorio al quale sono molto legate ci ritorneranno in breve tempo. Sono molto sensibili alle vibrazioni del suolo anche se non hanno un udito sviluppato. L'odorato invece è ben sviluppato ed ha un ruolo importante nel riconoscimento del cibo e dei sessi.

## Eco-etologia

### Attività
Le tartarughe greche sono animali ectotermi e nelle prime ore della giornata si crogiolano al sole per innalzare la temperatura corporea ed attivare le funzioni metaboliche. L'esposizione al sole permette di assumere i raggi UVB atti alla sintesi della vitamina D. Raggiunta la temperatura corporea necessaria per l'attivazione degli enzimi atti alla digestione le tartarughe si dedicano alla ricerca del cibo. Con temperature atmosferiche superiori ai 27 °C diventano apatiche e cercano refrigerio scavando piccole buche al riparo della vegetazione bassa o riparandosi in piccoli anfratti. Con la discesa delle temperature si ha la ripresa dell'attività.

### Letargo
Ogni sottospecie di Testudo graeca ha modalità di letargo differenziate e in alcuni casi vanno in estivazione nella stagione calda. 
Le sottospecie acclimatate alle nostre latitudini in autunno, al calare delle temperature smettono di alimentarsi, anche per più di 20 giorni, per poter svuotare completamente l'intestino da residui di cibo.
Diventano sempre più apatiche e, verso novembre o dicembre a seconda della latitudine, iniziano ad interrarsi o a ripararsi in luoghi protetti e cadono in letargo.
In natura gli esemplari si interrano anche di 10-20 centimetri.
La temperatura ideale di letargo, calcolata nel luogo di interramento è di 5 °C, superiori ai 10 °C le inducono in uno stato di dormiveglia pericoloso per l'esaurimento delle scorte di grasso necessarie a superare l'inverno.
Il letargo è una fase metabolica assolutamente necessaria per questa specie, va impedito solo in caso di malattia o debilitazione.
La principale causa di morte, nel caso di esemplari tenuti a svernare all'interno di abitazioni da allevatori improvvisati è proprio la temperatura, che si presenta troppo alta per consentire il letargo e troppo bassa per consentire di continuare ad alimentarsi.
In queste situazioni se si vorrà tenerlo attivo, l'esemplare andrà collocato in un terrario riscaldato con un punto caldo sui 28 °C ed un punto fresco e ombreggiato sui 18 °C, con un substrato di 5 cm circa composto da un 40% di torba bionda di sfagno, un 40% di terriccio naturale privo di concimi e fitofarmaci ed un 20% di sabbia di fiume. Essenziale è una lampada UVB specifica per rettili necessaria per la sintesi della vitamina D occorrente per fissare il calcio. 
Se si opta per un letargo controllato la testuggine andrà posta in un contenitore protetto dai roditori con una rete metallica, ricolmo del medesimo substrato del terrario.
Il contenitore andrà collocato in un locale buio con temperature tra i 4 °C e gli 8 °C e una sufficiente umidità ambientale, 70%UR.
Il risveglio avviene generalmente nel mese di marzo ed è legato al rialzarsi delle temperature diurne.

### Accoppiamento

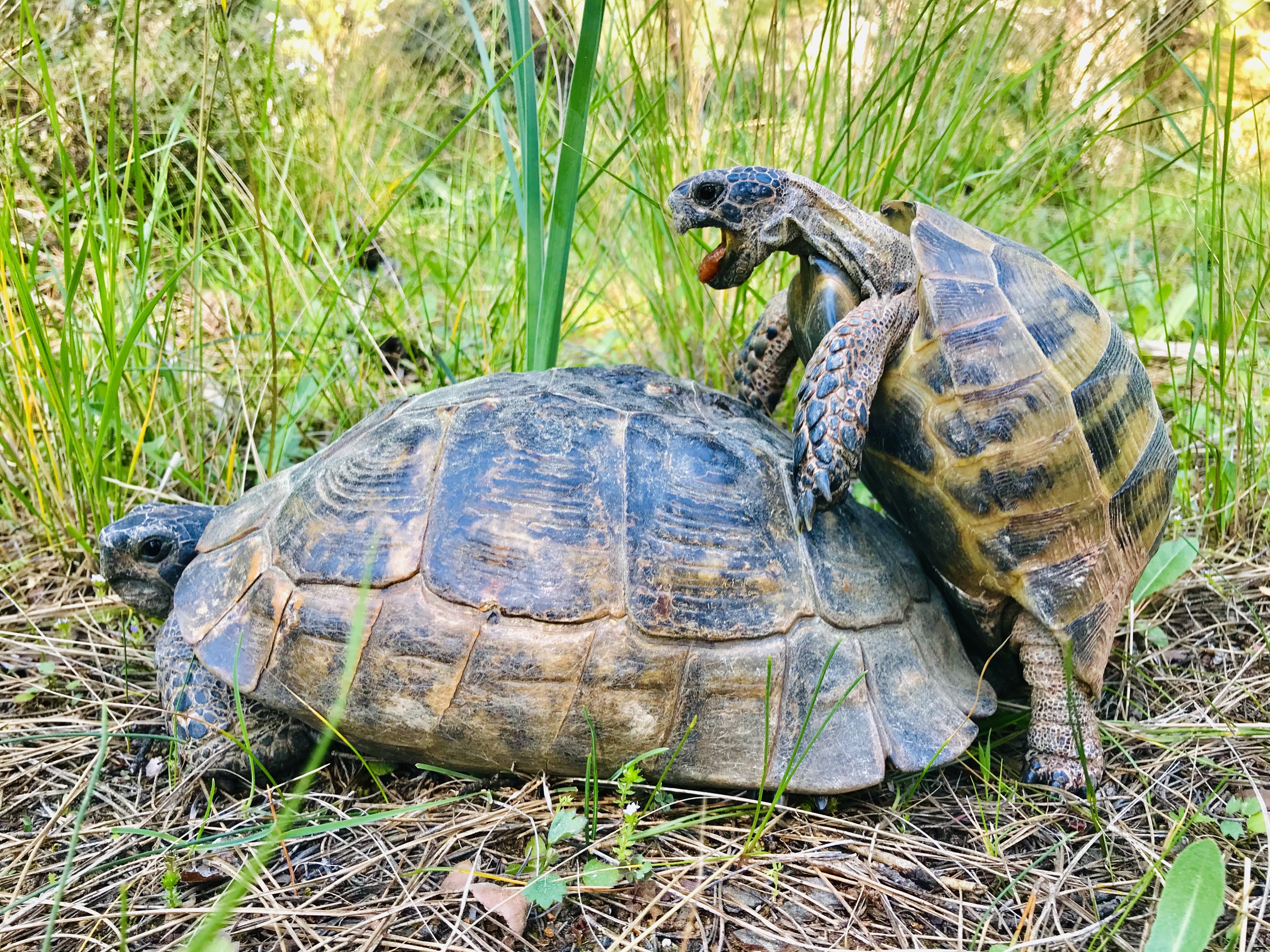
Una coppia si sta accoppiando, a Smirne, in Turchia

Con il risveglio inizia il corteggiamento da parte del maschio con un rituale che prevede inseguimenti, morsi e colpi di carapace alla femmina.
Il maschio di T. graeca è molto aggressivo e se ne consiglia la separazione dalla femmina e dagli altri maschi al di fuori dell'accoppiamento. 
Il maschio monta sul dorso della femmina per la copula che avviene con l'estroflessione del pene contenuto nella grossa coda e in questa occasione emette l'unico verso udibile di questi rettili per il resto muti.
La femmina può arrivare fino a 4 anni di anfigonia ritardata, conservando lo sperma in un apposito organo, la spermateca, all'interno dell'ovidutto.

### Riproduzione
Animali longevi, si hanno notizie di esemplari centenari, raggiungono la maturità sessuale intorno ai 10 anni. Le Testudo sono ovipare, le deposizioni avvengono in buche scavate dalla femmina nel terreno con le zampe posteriori. Le femmine di T.graeca depongono anche in tre volte, da maggio a luglio, un numero variabile di uova, generalmente in proporzione alla taglia dell'esemplare e alla specifica sottospecie. Il tempo di incubazione, 2 o 3 mesi circa, e il sesso sono in relazione con la temperatura. Con temperatura di incubazione inferiore ai 30,5 °C si avrà una preponderanza di esemplari maschi, con temperatura superiore ai 30,5 °C in maggioranza femmine. Giunto il momento della schiusa, spesso agevolata da una giornata di pioggia, il tartarughino per rompere il guscio si avvale del cosiddetto "dente dell'uovo", un tubercolo corneo posto tra le narici e la mascella superiore destinato a sparire in pochi giorni. La fuoriuscita dall'uovo dura anche 48 ore e in questo arco di tempo viene assorbito totalmente il sacco vitellino.

### Alimentazione

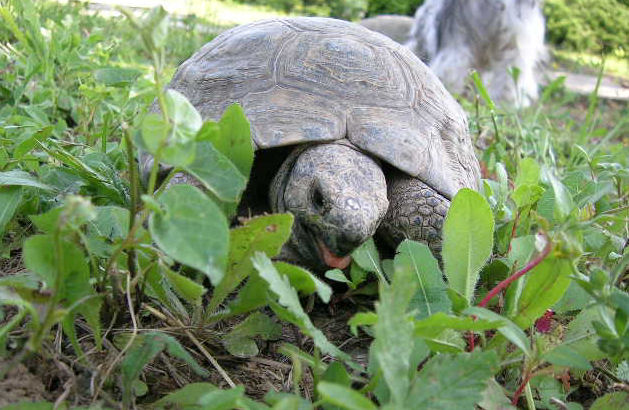
Maschio di 50 anni

Sono rettili prettamente erbivori. Gli esemplari selvatici vivono in un habitat caratterizzato da lunghi periodi di aridità che li costringe a nutrirsi di erbe secche, in queste condizioni integrano la loro dieta mangiando artropodi o chiocciole, queste ultime utili per l'apporto di calcio del guscio. Saltuariamente non disdegnano escrementi o piccole carogne. Gli esemplari allevati in cattività sono generalmente sovralimentati e non vanno assolutamente nutriti con: carne, latte, formaggi, alimenti per cani e gatti, uova, pane, agrumi, kiwi, lattuga (anche se come alimentazione gradiscono anche dei fegati di mammiferi cotti).
Il tarassaco, la cicoria e il radicchio rosso sono alcune delle verdure adatte alla loro alimentazione per l'alto rapporto di calcio rispetto al fosforo e per le fibre in esse contenute. Alti apporti proteici e di fosforo con bassi valori di calcio portano a deformazioni permanenti del carapace e danni agli organi interni.
Evidente segno di una cattiva alimentazione è un carapace con gli scuti appuntiti e scanalati nelle suture, la cosiddetta piramidalizzazione, al contrario un carapace in forma di una levigata semicalotta ovale è segno di una corretta alimentazione.

### Habitat

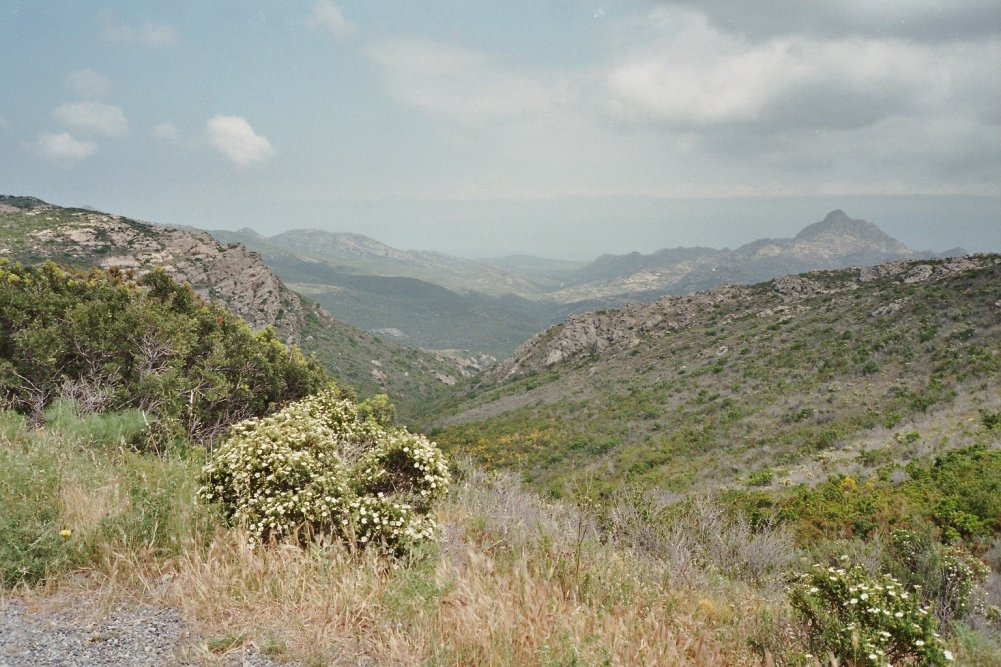
Macchia mediterranea

Gli habitat della tartaruga greca variano molto a seconda della sottospecie ma in generale sono tipicamente mediterranei, compresi nella zona fitoclimatica del Lauretum e caratterizzati da inverni miti con precipitazioni moderate ed estati secche con temperature elevate. Questa specie trova rifugio e nutrimento nella vegetazione bassa cespugliosa della gariga, fra gli arbusti della macchia mediterranea e nel sottobosco fino a quota collinare temperata.
In Italia gli habitat in cui sono ancora possibili dei ritrovamenti e sono presenti dei gruppi vitali sono le dune sabbiose costiere, ricche di vegetazione, le pinete costiere di pini mediterranei con sottobosco di arbusti mediterranei, le leccete e le sugherete. Occasionalmente sono stati osservati esemplari in aree destinate all'uso agricolo quali gli oliveti, gli agrumeti, i mandorleti ed i vigneti.

## Conservazione

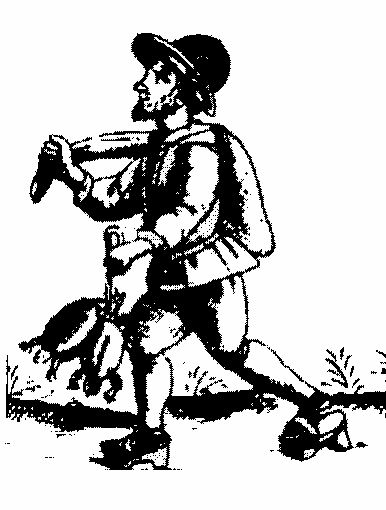
Venditore ambulante di tartarughe. Incisione di G. A. Remondini, XVII secolo.

Sin dall'antichità tenute come animali da giardino, le specie appartenenti al genere Testudo sono a grave rischio di scomparsa nell'ambiente naturale, soprattutto per fattori antropogenici quali l'agricoltura meccanizzata e l'uso dei fitofarmaci, il traffico automobilistico, gli incendi, la distruzione dell'ambiente naturale e l'urbanizzazione, la cattura illegale e la predazione da parte di animali selvatici (soprattutto per colpa dell'introduzione negli anni ottanta a fini venatori del cinghiale ungherese, più grande ed aggressivo dell'autoctono). La cattura a fini alimentari umani pare del tutto scomparsa in Italia.
Da alcuni anni il divieto di cattura degli esemplari in natura ha spinto sempre più gli appassionati nel dedicarsi all'allevamento delle varie specie di Testudo e attualmente, in Italia ed altri paesi europei, gli esemplari allevati superano di gran numero quelli selvatici.
Gli sforzi degli allevatori sono tuttavia vanificati da una legislazione che non ha ancora preso atto di questa nuova realtà.

## Storia, arte e cultura

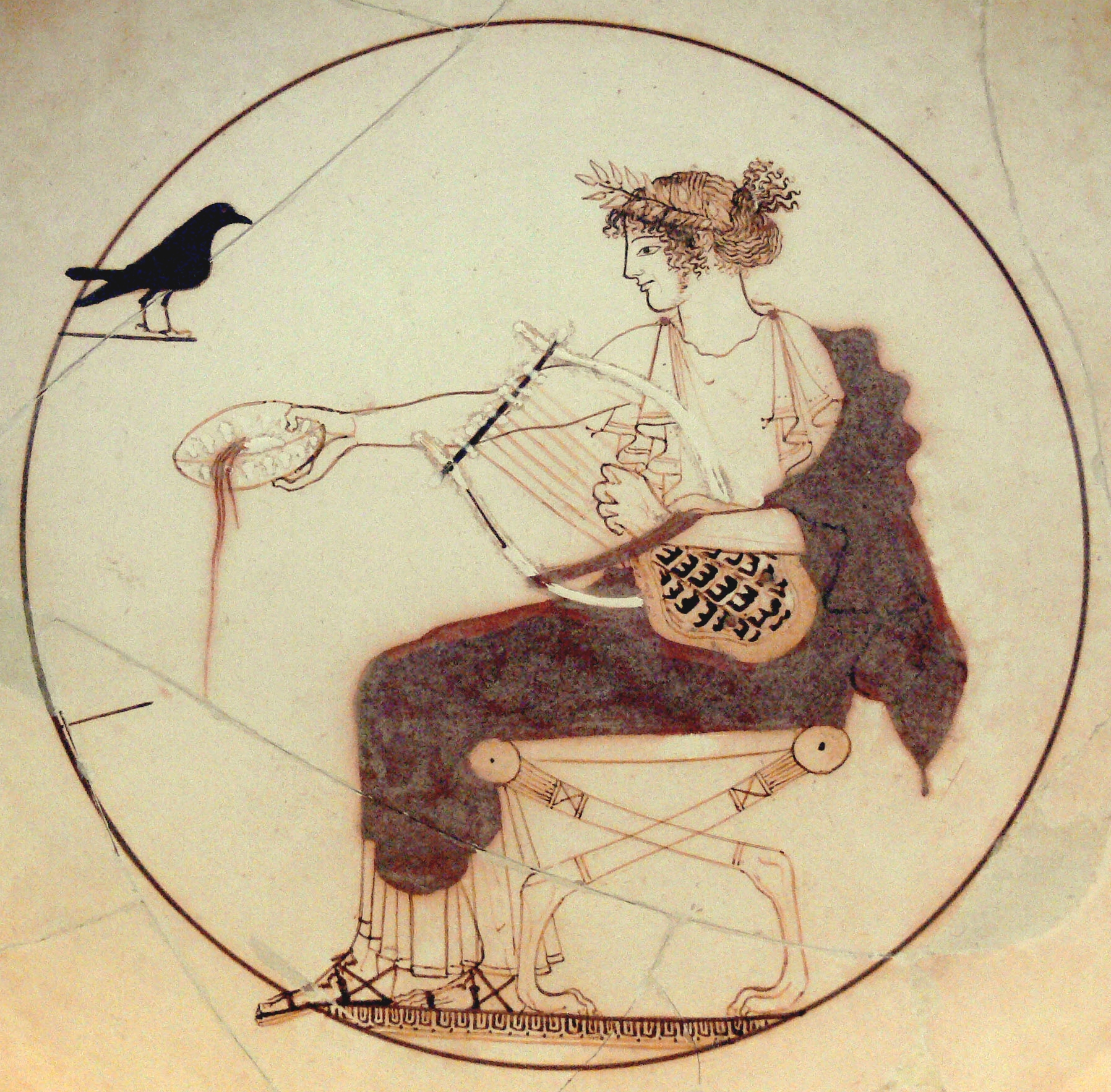
Apollo con la Chelys-lyra ricavata dal carapace di una Testudo, pittura vascolare greca, ca. 460 a.C.

Introdotta in più riprese nella penisola italiana dall'uomo, fin dall'antichità è stata catturata e allevata per usi alimentari, utilitaristici e come animale da giardino. Dal carapace si ricavavano svariati oggetti di uso comune, preziosi inserti in opere di ebanisteria e gioielleria e casse armoniche per strumenti musicali.
La mitologia greca ci narra che l'inventore della lira fu Hermes. Un giorno il dio trovò all'interno della grotta una tartaruga. La uccise, ne prese il carapace e tendendo sette corde di budello di pecora su due corni di antilope ne ricavò lo strumento musicale. In seguito Ermes la regalò ad Apollo, e questi al figlio Orfeo.
Numerosi sono i rinvenimenti di gusci o oggetti da essi ricavati in sepolture antiche. 
Nel passato furono allevate da alcuni ordini monastici perché le loro carni, ritenute altamente nutritive soprattutto per gli infermi, erano tra le poche di cui la Chiesa cattolica consentiva il consumo nei giorni di astinenza. Sin dai primordi dell'arte, innumerevoli sono le raffigurazioni di testuggini; in alcune di esse è possibile identificare con certezza l'appartenenza alla specie T.graeca. In letteratura è ricorrente il personaggio della tartaruga come raffigurazione della longevità e della pacatezza, famoso è il racconto di Esopo, La lepre e la tartaruga. In matematica è da ricordare, Achille e la tartaruga, il secondo dei paradossi formulati da Zenone di Elea.

## Legislazione
Inserita in Red List, come tutti i rettili del genere Testudo, la T. graeca è protetta dalla Convenzione di Berna allegato II, inclusa nella CITES appendice II dal 01/07/75 e in allegato A del Regolamento dell'Unione Europea 1332/2005, per cui è assolutamente vietato il prelievo in natura e regolamentato l'allevamento e il commercio degli esemplari in cattività. In Italia i compiti di sorveglianza e di gestione delle norme applicative delle convenzioni internazionali per la tutela delle specie animali sono di competenza del Corpo Forestale dello Stato.